# Set Fire to the Rain
"Set Fire to the Rain" là một bài hát của ca sĩ người Anh Adele nằm trong album phòng thu thứ hai của cô, 21 (2011). Nó được phát hành như là đĩa đơn thứ hai trích từ album ở châu Âu và thứ ba ở Vương quốc Anh vào ngày 4 tháng 7 năm 2011 bởi XL Recordings và Columbia Records. Bài hát được đồng viết lời bởi Adele với Fraser T. Smith, người cũng đồng thời chịu trách nhiệm sản xuất nó. Nguồn cảm hứng cho "Set Fire to the Rain" xuất hiện khi Adele đứng dưới mái hiên của một cửa hàng trong cơn mưa tầm tã, sau một khoảng thời gian dài rơi vào khủng hoảng và suy sụp bởi việc chia tay với người bạn trai, và tất cả nỗi đau đớn lẫn sự giận dữ của cô lúc bấy giờ đã được truyền tải vào bài hát như là một cách để giải tỏa nỗi lòng. Đây là một bản pop và soul ballad mang nội dung đề cập đến những mâu thuẫn trong mối quan hệ của một cặp đôi, cũng như cảm giác luyến tiếc và không thể buông tay của một cô gái trước quyết định phải từ bỏ mối tình không hạnh phúc này.
Sau khi phát hành, "Set Fire to the Rain" nhận được những phản ứng tích cực từ các nhà phê bình âm nhạc, trong đó họ đánh giá cao giai điệu hấp dẫn và tráng lệ, chất giọng nội lực của Adele và quá trình sản xuất nó, đồng thời thu hút nhiều sự so sánh với đĩa đơn năm 2010 của Bruno Mars "Grenade" bởi những sự tương đồng về nhịp độ, âm vực và thang âm. Bài hát cũng tiếp nhận những thành công lớn về mặt thương mại, đứng đầu các bảng xếp hạng ở Bỉ, Cộng hòa Séc, Hà Lan, Ba Lan và Slovakia, đồng thời lọt vào top 10 ở nhiều quốc gia khác, bao gồm những thị trường lớn như Áo, Canada, Đan Mạch, Phần Lan, Pháp, Đức, Ireland, Ý, New Zealand, Na Uy, Nam Phi và Thụy Sĩ. Tại Hoa Kỳ, nó đạt vị trí số một trên bảng xếp hạng Billboard Hot 100 trong hai tuần liên tiếp, trở thành đĩa đơn quán quân thứ ba của Adele và giúp cô là nghệ sĩ nữ đầu tiên có ba đĩa đơn đồng thời lọt vào top 10 trong một tuần dưới cương vị hát đơn (bên cạnh "Rolling in the Deep" và "Someone like You").
Không có video ca nhạc chính thức nào đã được thực hiện cho "Set Fire to the Rain" bởi Adele phải tiến hành phẫu thuật dây thanh quản lúc bấy giờ, mặc dù một video nữ ca sĩ trình diễn trực tiếp nó ở Nhà hát hoàng gia Albert đã được sử dụng để quảng bá bài hát. Màn thể hiện đã giúp nữ ca sĩ chiến thắng một giải Grammy cho Trình diễn giọng pop đơn ca xuất sắc nhất tại lễ trao giải thường niên lần thứ 55. Ngoài ra, cô cũng trình diễn "Set Fire to the Rain" trên một số chương trình truyền hình và lễ trao giải lớn, bao gồm The Graham Norton Show và Later... With Jools Holland, cũng như trong nhiểu chuyến lưu diễn của cô. Kể từ khi phát hành, nó đã được hát lại và sử dụng làm nhạc mẫu bởi nhiều nghệ sĩ, như Ruthie Foster, Charles Kelley, Fifth Harmony, Danielle Bradbery, Jordan Smith, Lil Wyte, Boyce Avenue và Tyler Ward. Tính đến nay, "Set Fire to the Rain" đã bán được hơn 10 triệu bản trên toàn cầu, trở thành một trong những đĩa đơn bán chạy nhất mọi thời đại.

## Danh sách bài hát
- Tải kĩ thuật số

1. "Set Fire to the Rain" – 4:02
2. "Set Fire to the Rain" (3LAU Bootleg) – 3:42

- EP phối lại[1][2]

1. "Set Fire to the Rain" (Thomas Gold phối lại) – 5:50
2. "Set Fire to the Rain" (Thomas Gold Dub) – 5:21
3. "Set Fire to the Rain" (Moto Blanco phối lại) – 7:38
4. "Set Fire to the Rain" (Moto Blanco chỉnh sửa) – 3:35

## Xếp hạng
| Bảng xếp hạng (2011-14)                    | Vị trí cao nhất |
| ------------------------------------------ | --------------- |
| Úc (ARIA)                                  | 11              |
| Áo (Ö3 Austria Top 40)                     | 5               |
| Bỉ (Ultratop 50 Flanders)                  | 1               |
| Bỉ (Ultratop 50 Wallonia)                  | 1               |
| Brazil (Billboard Brasil Hot 100 Airplay)  | 4               |
| Brazil (Billboard Hot Pop Songs)           | 1               |
| Canada (Canadian Hot 100)                  | 2               |
| Cộng hòa Séc (Rádio Top 100)               | 1               |
| Cộng hòa Séc (Singles Digitál Top 100)     | 38              |
| Đan Mạch (Tracklisten)                     | 5               |
| Châu Âu Nhạc số (Billboard)                | 6               |
| Phần Lan (Suomen virallinen lista)         | 2               |
| Pháp (SNEP)                                | 9               |
| Đức (Official German Charts)               | 6               |
| Hy Lạp Nhạc số (Billboard)                 | 6               |
| Hungary (Rádiós Top 40)                    | 9               |
| Ireland (IRMA)                             | 6               |
| Israel (Media Forest)                      | 1               |
| Ý (FIMI)                                   | 3               |
| Nhật Bản (Japan Hot 100)                   | 88              |
| Luxembourg Nhạc số (Billboard)             | 5               |
| Mexico (Billboard)                         | 2               |
| Hà Lan (Dutch Top 40)                      | 1               |
| Hà Lan (Single Top 100)                    | 1               |
| New Zealand (Recorded Music NZ)            | 8               |
| Na Uy (VG-lista)                           | 4               |
| Ba Lan (Polish Airplay Top 100)            | 1               |
| Bồ Đào Nha Nhạc số (Billboard)             | 2               |
| Romania (Romanian Top 100)                 | 15              |
| Scotland (OCC)                             | 10              |
| Slovakia (Rádio Top 100)                   | 1               |
| Slovenia (SloTop50)                        | 3               |
| Hàn Quốc (Gaon International Singles)      | 17              |
| Tây Ban Nha (PROMUSICAE)                   | 24              |
| Thụy Điển (Sverigetopplistan)              | 13              |
| Thụy Sĩ (Schweizer Hitparade)              | 4               |
| Anh Quốc (OCC)                             | 11              |
| Hoa Kỳ Billboard Hot 100                   | 1               |
| Hoa Kỳ Adult Alternative Songs (Billboard) | 2               |
| Hoa Kỳ Adult Contemporary (Billboard)      | 1               |
| Hoa Kỳ Adult Pop Airplay (Billboard)       | 1               |
| Hoa Kỳ Alternative Songs (Billboard)       | 31              |
| Hoa Kỳ Dance Club Songs (Billboard)        | 18              |
| Hoa Kỳ Dance/Mix Show Airplay (Billboard)  | 3               |
| Hoa Kỳ Latin Pop Songs (Billboard)         | 10              |
| Hoa Kỳ Hot Rock Songs (Billboard)          | 30              |
| Hoa Kỳ Pop Airplay (Billboard)             | 1               |
| Hoa Kỳ Rhythmic (Billboard)                | 16              |

| Bảng xếp hạng (2011)                     | Vị trí |
| ---------------------------------------- | ------ |
| Australia (ARIA)                         | 49     |
| Austria (Ö3 Austria Top 40)              | 25     |
| Belgium (Ultratop 50 Flanders)           | 3      |
| Belgium (Ultratop 50 Wallonia)           | 8      |
| Denmark (Tracklisten)                    | 14     |
| France (SNEP)                            | 51     |
| Germany (Official German Charts)         | 16     |
| Hungary (Rádiós Top 40)                  | 51     |
| Ireland (IRMA)                           | 19     |
| Israel (Media Forest)                    | 1      |
| Italy (FIMI)                             | 12     |
| Netherlands (Dutch Top 40)               | 4      |
| Netherlands (Single Top 100)             | 8      |
| New Zealand (Recorded Music NZ)          | 22     |
| Sweden (Sverigetopplistan)               | 68     |
| Switzerland (Schweizer Hitparade)        | 10     |
| UK Singles (Official Charts Company)     | 29     |
| Bảng xếp hạng (2012)                     | Vị trí |
| Belgium (Ultratop 50 Flanders)           | 72     |
| Belgium (Ultratop 50 Wallonia)           | 68     |
| Canada (Canadian Hot 100)                | 12     |
| France (SNEP)                            | 42     |
| Hungary (Rádiós Top 40)                  | 76     |
| Greece (IFPI)                            | 71     |
| Israel (Media Forest)                    | 49     |
| South Korea (Gaon International Singles) | 47     |
| Spain (PROMUSICAE)                       | 42     |
| UK Singles (Official Charts Company)     | 132    |
| US Billboard Hot 100                     | 12     |
| US Adult Alternative Songs (Billboard)   | 14     |
| US Adult Contemporary (Billboard)        | 2      |
| US Adult Top 40 (Billboard)              | 7      |
| US Dance/Mix Show Airplay (Billboard)    | 26     |
| US Latin Pop Songs (Billboard)           | 38     |
| US Pop Songs (Billboard)                 | 10     |
| US Rock Songs (Billboard)                | 87     |

## Chứng nhận
| Quốc gia | Chứng nhận  | Số đơn vị/doanh số chứng nhận |
| --- | ----------- | ----------------------------- |
| Úc (ARIA) | 3× Bạch kim | 210.000^                      |
| Bỉ (BEA) | Bạch kim    | 30.000*                       |
| Brasil (Pro-Música Brasil) | Bạch kim    | 100.000*                      |
| Canada (Music Canada) | 6× Bạch kim | 0‡                            |
| Đan Mạch (IFPI Đan Mạch) | Bạch kim    | 30.000^                       |
| Pháp (SNEP) | —           | 152,000                       |
| Đức (BVMI) | Bạch kim    | 500.000^                      |
| Ý (FIMI) | 3× Bạch kim | 90.000*                       |
| México (AMPROFON) | 4× Bạch kim | 240.000*                      |
| New Zealand (RMNZ) | Bạch kim    | 15.000*                       |
| Hàn Quốc (Gaon Chart) | —           | 392,316                       |
| Thụy Sĩ (IFPI) | Bạch kim    | 30.000^                       |
| Anh Quốc (BPI) | Bạch kim    | 600.000^                      |
| Hoa Kỳ (RIAA) | 4× Bạch kim | 5,028,000                     |
| Streaming |             |                               |
| Đan Mạch (IFPI Đan Mạch) | Bạch kim    | 100.000^                      |
| * Chứng nhận dựa theo doanh số tiêu thụ. ^ Chứng nhận dựa theo doanh số nhập hàng. ‡ Chứng nhận dựa theo doanh số tiêu thụ và phát trực tuyến. |             |                               |

## Lịch sử phát hành
| Quốc gia | Ngày              | Định dạng                     |
| -------- | ----------------- | ----------------------------- |
| Áo       | 4 tháng 7, 2011   | Tải kĩ thuật số (EP phối lại) |
| Đức      | 4 tháng 7, 2011   | Tải kĩ thuật số (EP phối lại) |
| Ý        | 4 tháng 7, 2011   | Tải kĩ thuật số (EP phối lại) |
| Hà Lan   | 4 tháng 7, 2011   | Tải kĩ thuật số (EP phối lại) |
| Anh quốc | 4 tháng 7, 2011   | Tải kĩ thuật số (EP phối lại) |
| Hoa Kỳ   | 21 tháng 11, 2011 | AC radio                      |
| Hoa Kỳ   | 5 tháng 12, 2011  | Triple A radio                |
| Hoa Kỳ   | 13 tháng 12, 2011 | Mainstream radio              |